# Generaldirektion Übersetzung
Die Generaldirektion Übersetzung der Europäischen Kommission (engl. Directorate-General for Translation, Abkürzung: DGT) ist eine europäische Behörde als Dienstleistungseinrichtung der Europäischen Kommission.
Die Generaldirektion Übersetzung (GD Übersetzung) hat die Aufgabe, der Europäischen Kommission schriftliche Texte in allen Amtssprachen der Europäischen Union zur Verfügung zu stellen. Die Generaldirektion beschäftigt dazu ca. 2060 Personen (Stand: 2022) und hat ihren Sitz in Brüssel und in Luxemburg. Die Beschäftigten übersetzen und überarbeiten Texte der Kommission und von deren Dienststellen.
Seit 2022 leitet Christos Ellinides als geschäftsführender Generaldirektor (Acting Director-General) die Behörde. Im Dezember 2023 wurde er zum Generaldirektor ernannt. Zuvor war der aus Zypern stammende Ingenieur seit 2014 stellvertretender Generaldirektor (Deputy Director-General).
Generaldirektoren der Generaldirektion Übersetzung:
- 2022 – ?: Christos Ellinides, Zypern
- 2011 – 2022: Rytis Martikonis, Litauen
- 2004 – 2010: Karl-Johan (Juhani) Lönnroth, Finnland
- 2002 – 2003: Michel Vanden Abeele, Belgien
- 1999 – 2002: Brian McCluskey, Großbritannien
- 1997 – 1999: Colette Flesch, Luxemburg
- 1990 – 1996: Edouard Brackeniers, Belgien

Die GD Übersetzung gehört ebenso wie die GD Dolmetschen zum Zuständigkeitsbereich des EU-Kommissars Piotr Serafin, der in der EU-Kommission seit 2024 für Haushalt, Betrugsbekämpfung und öffentliche Verwaltung zuständig ist.